# Meiraos
Meiraos (llamada oficialmente Santa María de Meiraos) es una parroquia y una aldea española del municipio de Folgoso de Caurel, en la provincia de Lugo, Galicia.

## Límites
Limita con las parroquias de Noceda al norte, Lousada al este, Seoane al sur, y San Xoán de Lóuzara y Gundriz (Samos) al oeste.

## Organización territorial
La parroquia está formada por siete entidades de población, constando seis de ellas  en el nomenclátor del Instituto Nacional de Estadística español:
- Meiraos
- Miraz*
- Miraz de Abaixo
- Miraz de Arriba
- O Mazo
- Paderne
- Pedrafita (Pedrafita do Courel)
- Vilasivil (Vilasibil)

## Demografía

### Parroquia
| Gráfica de evolución demográfica de Meiraos (parroquia) entre 2000 y 2019 |
|                                                                           |
| Datos según el nomenclátor publicado por el INE.                          |

### Aldea
| Gráfica de evolución demográfica de Meiraos (aldea) entre 2000 y 2019 |
|                                                                       |
| Datos según el nomenclátor publicado por el INE.                      |

## Lugares de interés
- Iglesia de Santa María